# Two Bloor West
Two Bloor West ist ein hohes Bürogebäude an der Kreuzung Yonge Street und Bloor Street in Toronto, Ontario, Kanada. Das Gebäude wurde 1973 fertiggestellt und ist 148 Meter hoch und verfügt über 34 oberirdische Stockwerke. Das Gebäude gehört der kanadischen Investorgruppe Oxford Properties. Das Gebäude ist auch als CIBC Tower bekannt.
Das Gebäude wurde letztmals im Jahre 1986 grundsaniert. In dem Gebäude befinden sich mehrere Büros verschiedener Unternehmen. Die Canadian Imperial Bank of Commerce hat jedoch die größte Bürofläche angemietet. Das Gebäude verfügt über eine große Halle im Erdgeschoss, in der sich mehrere Einkaufsgeschäfte und Restaurants/Cafés befinden. Das Gebäude ist unterirdisch mit der Bloor-Yonge Subway U-Bahn-Station verbunden.